# Querelles de clocher
Pour plus de détails, voir Fiche technique et Distribution.
Querelles de clocher (Die Kirche bleibt im Dorf) est un téléfilm allemand réalisé par Ulrike Grote et diffusé en 2012.

## Synopsis
Deux villages limitrophes, Oberrieslingen et Unterrieslingen (Rieslingen le Haut et Rieslingen le Bas), se touchent et partagent la même église et le même cimetière ; ils se livrent une guerre depuis toujours. La rivalité entre les voisins a toujours été bon train et va s’accroître lorsqu'une grand-mère, Mamie Annie, meurt dans un accident de mobylette, à cause d'un nid de poule sur la route, placé pile au milieu des deux communes... Alors, la faute à qui ? Les funérailles tournent au drame. Cette tragédie n'arrange pas Peter et Klara, amoureux et chacun originaire d'un des villages ennemis.

## Fiche technique
- Titre original : Die Kirche bleibt im Dorf
- Réalisation : Ulrike Grote
- Scénario : Ulrike Grote
- Photographie : Robert Berghoff
- Montage : Tina Freitag
- Durée : 97 minutes
- Date de diffusion :
  -  France : 28 février 2014, 1er avril 2016 et 3 avril 2016 sur Arte

## Distribution
- Natalia Wörner : Maria Häberle
- Karoline Eichhorn (V.F. : Laura Blanc) : Christine Häberle
- Julia Nachtmann : Klara Häberle
- Hans Löw : Peter Rossbauer
- Elisabeth Schwarz : Elisabeth Rossbauer
- Christian Pätzold (V.F. : Georges Claisse) : Gottfried Häberle